# Григорьев, Михаил Григорьевич (режиссёр)
Михаил Григорьевич Григорьев (настоящая фамилия Гутгарц; 6 марта 1925 года, Одесса — 7 сентября 1979 года, Киев) — советский телережиссёр и сценарист.

## Биография
В 1950 году окончил режиссёрский факультет ГИТИСа и работал театральным режиссёром.
С 1956 года — режиссёр Центрального телевидения СССР. Автор первого музыкального фильма-ревю для цветного ТВ («Красное, синее, зелёное»).
Умер 7 сентября 1979 года в Киеве в результате несчастного случая на съёмках фильма «Копилка».

## Фильмография

### Режиссёр
- 1959 — Особый подход
- 1963 — Короткие истории
- 1965 — Четыре друга и волшебные тапочки (телеспектакль)
- 1967 — Красное, синее, зелёное
- 1969 — Вчера, сегодня и всегда
- 1972 — Карнавал
- 1973 — Жили три холостяка
- 1976 — Марк Твен против…
- 1978 — Дуэнья
- 1980 — Копилка (завершён В. Савельевым)

### Сценарист
- 1969 — Вчера, сегодня и всегда
- 1978 — Дуэнья
- 1980 — Копилка